# Ordre de bataille d'Iuka
Les unités suivantes et les commandants ont combattu lors de la bataille d'Iuka de la guerre de Sécession. L'ordre de bataille est compilé à partir de l'organisation de l'armée, le retour des blessés et les rapports.

## Abréviations utilisées

### Grade militaire
- MG = Major général
- BG = Brigadier général
- Col = Colonel
- Ltc = Lieutenant-colonel
- Maj = Commandant
- Cpt = Capitaine
- Lt = Lieutenant

### Autre
- (b) = blessé
- mb = mortellement blessé
- † = tué
- (PDG) = capturé

## Union
Armée du Mississippi
MG William S. Rosecrans
| Division                                  | Brigade                                  | Régiments et autres |
| ----------------------------------------- | ---------------------------------------- | --- |

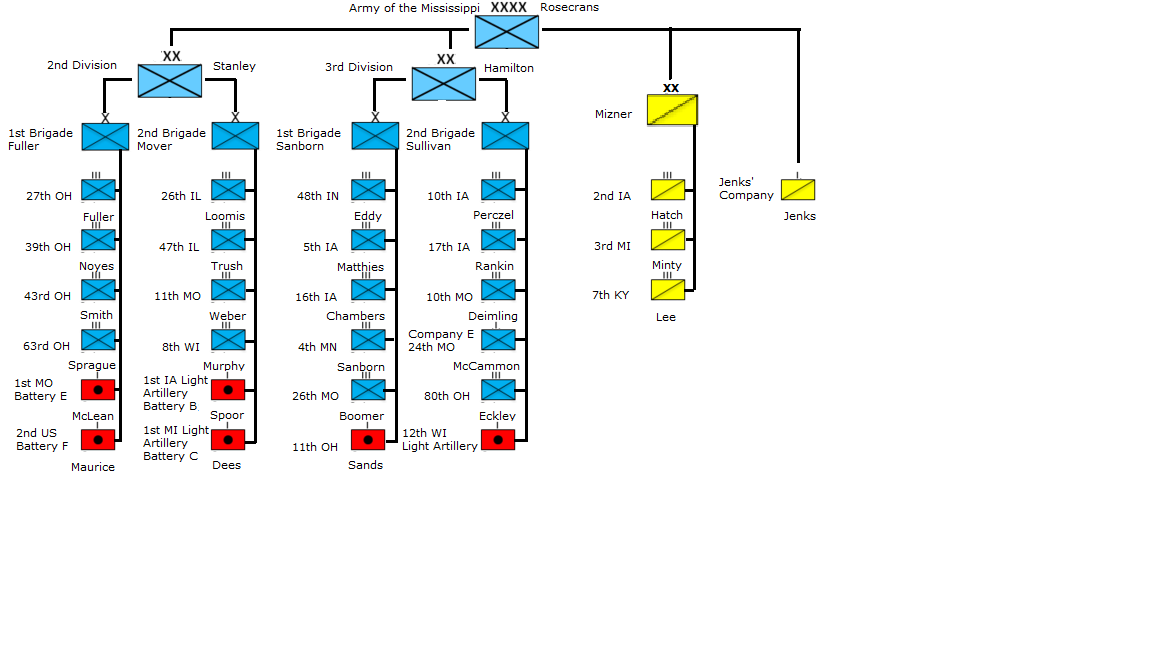
Ordre de bataille de l'Union à Iuka

| Seconde division BG David S. Stanley      | Première brigade Col John W. Fuller      | - 27th Ohio : Maj Zephaniah S. Spaulding - 39th Ohio : Col Alfred W. Gilbert - 43rd Ohio : Col J. L. Kirby Smith - 63rd Ohio : Col John W. Sprague - 1st Missouri, Batterie M : Cpt Albert M. Powell - 2nd United States, Batterie F : Cpt Thomas D. Maurice                             |
| Seconde division BG David S. Stanley      | Deuxièmebrigade Col Joseph A. Mower      | - 26th Illinois : Maj Robert A. Gillmore - 47th Illinois : Ltc William A. Thrush - 11th Missouri : Maj Andrew J. Weber - 8th Wisconsin : Ltc George W. Robbins - Iowa Light Artillery, 2nd Battery : Cpt Nelson T. Spoor - Michigan Light Artillery, 3rd Battery : Cpt Alexander W. Dees |
| Troisième division BG Charles S. Hamilton | Première brigade Col John B. Sanborn     | - 48th Indiana : Col Norman Eddy (w) - 5th Iowa : Col Charles L. Matthies - 16th Iowa : Col Alexander Chambers - 4th Minnesota : Cpt Ebenezer LeGro - 26th Missouri : Col George B. Boomer - Ohio Light Artillery, 11th Battery : Lt Cyrus Sears (w)                                     |
| Troisième division BG Charles S. Hamilton | Deuxième brigade BG Jeremiah C. Sullivan | - 10th Iowa : Col Nicholas Perczel - 17th Iowa: Col John W. Rankin - 10th Missouri : Col Samuel A. Holmes - 24th Missouri, Compagnie E : Cpt Lafayette M. Rice - 80th Ohio : Ltc H. M. Bartilson - Wisconsin Light Artillery, 12th Battery : Lt Lorenzo D. Immell                        |
|                                           | Division de cavalerie Col John K. Mizner | - 2nd Iowa Cavalry : Col Edward Hatch - 3rd Michigan Cavalry : Cpt Lyman Wilcox - 7th Kansas Cavalry, Compagnies B and E : Cpt Frederick Swoyer |
|                                           | Non rattaché                             | - Compagnie de Jenks, Illinois Cavalry : Cpt Albert Jenks - Western Sharpshooters-14th Missouri Volunteers, Compagnies D, F and K : Cpt Michael Piggot |

## Armée de l'Ouest
MG Sterling Price
| Division                                              | Brigade                              | Régiments et autres |
| ----------------------------------------------------- | ------------------------------------ | --- |
| Première division BG Henry Little (k) BG Louis Hébert | Première brigade Col Elijah Gates    | - 16th Arkansas - 2nd Missouri - 3rd Missouri - 1st Missouri Dismounted Cavalry - Wade's (Missouri) Battery                                                                |
| Première division BG Henry Little (k) BG Louis Hébert | Deuxième brigade BG Louis Hébert     | - 14th Arkansas - 17th Arkansas - 3rd Louisiana - 40th Mississippi - 1st Texas Legion - 3rd Texas Dismounted Cavalry - Dawson's St. Louis Battery - Clark Missouri Battery |
| Première division BG Henry Little (k) BG Louis Hébert | Troisième brigade BG Martin E. Green | - 43rd Mississippi - 7th Mississippi Battalion - 4th Missouri - 6th Missouri - 3rd Missouri Dismounted Cavalry - Guibor's (Missouri) Battery - Landis's (Missouri) Battery |
| Première division BG Henry Little (k) BG Louis Hébert | Quatrième brigade Col John D. Martin | - 37th Alabama - 36th Mississippi - 37th Mississippi - 38th Mississippi |
|                                                       | Cavalerie BG Frank C. Armstrong      | - 2nd Arkansas Cavalry - 2nd Missouri Cavalry - Adam's Mississippi Cavalry Regiment - 4th Mississippi Cavalry - 1st Mississippi Partisan Rangers                           |